# ドラガン・マレシェヴィッチ・タピ
ドラガン・マレシェヴィッチ・タピ（Dragan Malešević Tapi, 1949年1月22日-2002年10月29日）、セルビアのフォトリアリズムの一流画家であった。以前はエコノミスト。

## 生涯
- 1949年、セルビアのベオグラードに生まれる。
- 幼少期に独学で絵を描き始める。
  - 初作品はタピが7歳の時に描いたもので、ポリティカ（Politika）出版社にジャーナリストとして勤めていた父親が、発売前日にいつも持ち帰ってくる「三人の悪戯子」という漫画を模写したものである。
  - 幼少期のタピは、家の入り口で自分の描いた絵の“展覧会”を開いているが、入場料として大人に10ディナール、子供に5ディナールを徴収している。
- 1985年、クロアチア（当時ユーゴスラビア）のロヴィニで、旧ユーゴスラビアの画家であるミーチャ・ポポビッチ（Mića Popović）とオリャ・イヴァニツキ（Olja Ivanjicki）と共にグループ展を開催。その後５年間、引き続き同市で個展を開催した。
  - 彼が画家として開花したのは、1987年のクロアチア（当時ユーゴスラビア）、ドブロヴニクで開催されたプリエコ（Prijeko)ギャラリーでの出品時で、ドイツの観光客に8,000ドイツマルク（約4,000ユーロ）で初めて作品を売ったことがきっかけになる。
  - それ以降、タピはアーティストとして軌道に乗り、2年も経たないうちに『世界トップ7　ハイパーリアリスト画家』の一人として、「Art News」という芸術誌に紹介された。
- タピは1989年まで外国に滞在したが、ミラノ、ウィーン、ジュネーブ、ミュンヘンなどヨーロッパの主な大都市の他、ケンブリッジやバハマにも住んでいた。

その中でバハマでの滞在は、後のタピの作品に大きく影響している。
- 80と90年代、タピの絵は多くメディアに注目され、米国を初め、キューバ、フランス、ベルギー、イギリス、ドイツ、スイス、ギリシャ、キプロス、ブルガリア、クロアチア、モンテネグロ、マケドニア、ロシア、中国、日本などの国内外で、彼の個展とグループ展が開催される。
  - タピの作品は、米国の元大統 H. W. ブッシュや米国の元国務長官ヘンリー・キッシンジャー、日本の元総理大臣、田中角栄などの多くの著名人に個人的なコレクションとして集められたが、ホワイト・ハウスなどにも公開コレクションとしても置かれている。
- 2000年に米国のジョージア州の名誉市民となる。
- 2002年10月29日、急逝。

## タピの作品
- タピはモダン・アートの批評家に、ハイパーリアリズム（ 写真とほとんど変らない正確さで描くこと）、且つ、マジカルリアリズムの代表画家として評価されている。
- 芸術評論家の中には、彼の絵画を『折衷（せっちゅう）的、且つ、錯覚的』と評価する評論家もいる。
- キャンバスや木に描かれたタピの技術は、特にヤン・ファン・エイクやサルバドール・ダリの大巨匠らが作り上げた技術と類似している。
- 彼の絵の特色は、ハイパーリアリズムを利用した描き方であり、作品に日常生活の楽しみや清々しさを残している。
- 殆どの批評家がタピの作品について、完成度が非常に高いということ、彼の美術的表現は万人に理解されやすいスタイルだと同意している。
- タピの絵のモチーフでは、日常生活のシーンを描いた作品が多いが、ランドスケープ、静物、ヌード、歴史的、宗教的、社会的、超現実的なモチーフの絵も少なくない。
- 晩年、創作に取り組んでいた彫刻などを含めたタピの油絵以外の作品についてだが、まだほとんど一般に知られていない。
- タピはセルビアそして旧ユーゴスラビアの最も名高い画家の一人であることは確かであり、作品の価値は驚くべきことに数十万米ドルの価値に達している。
- 生前にタピは数百枚の絵を描いているが、その中でもっとも有名なのは「幸福な野原」「白鳥」「ベネズエラ」「18番目の穴」「ガレージ」「テスラの魂」「Anna Bach」「闘鶏」「ローデシア」「破産の幸福」「寒暑」などである。

## フリーメイソンとしてのタピ
- アーティストとして以外のタピのセルビアにおける活躍は、『最も影響を及ぼしたフリーメイソン』としても国に名を残している。
- 歴史的過渡期の1990年、同好者と共にユーゴスラビアのフリーメイソンのグランド・ロッジを活性化させ、フリーメイソン団体の指導者の一人になる。
- 彼の死後、セルビアのグランド・ロッジは、彼の美術的、社会的貢献活動を記念して、「ドラガン・マレシェヴィッチ・タピ」と命名した新しいロッジを設立した。

## 個展
- 1898年 - セルビア、Bor 市におけるギャラリー
- 1991年 - セルビア、ベオグラード、ユーゴスラビア国立美術館
- 1992年
  - モンテネグロ、聖ステファン島、St. Stefan ギャラリー
  - セルビア、ニシュ、Panorama ギャラリー　　　　　　　　
  - セルビア、ノヴィ・サド、ボイボディナ州立博物館
  - 米国、ロサンジェルス、Scottish Rite ギャラリー
  - セルビア、ポジャレヴァツ、Milošev Dvor
  - セルビア、ベオグラード、Leonardo ギャラリー
  - セルビア、ベオグラード、Dvorište カフェ・ギャラリー
- 1993年
  - モンテネグロ、ヘルツェグ・ノヴィ
  - キプロス、リマソール、ICC Art Gallery
- 1994年
  - ブルガリア、ソフィア、Vitoša ホテル・ギャラリー
  - モンテネグロ、コトル、文化センター
  - モンテネグロ、ポドゴリツァ、文化センター
- 1995年
  - セルビア、Kikinda、Caffe Gallery
  - セルビア、ソンボル、Renata ギャラリー
  - セルビア、ベオグラード、ベオグラード市立博物館
  - セルビア、ベオグラード、Narodni Front ギャラリー
- 1996年
  - セルビア、ベオグラード、ユーゴスラビア国立美術館
  - セルビア、ザイェチャル、「Zoran Radmilović」国立劇場
- 1997年 - セルビア、ベオグラード、Ruski Domギャラリー
- 1999年
  - マケドニア、スコピエ、文化センター
  - モンテネグロ、聖ステファン島、Sveti Stefan ギャラリー
- 2001年
  - セルビア、ノヴィ・サド、ボイボディナ州立博物館
  - モンテネグロ、 聖ステファン島、Sveti Stefan ギャラリー
  - セルビア、Kopaonik市、Grand ホテル・ギャラリー

## グループ展
- 1986年 - クロアチア、ロヴィニにおける博物館
- 1987年 - クロアチア、ドゥブロヴニク、Studio 57-Prijeko ギャラリー
- 1989年 - 米国、ニューヨーク市、パークアベニューにおける Keith Green ギャラリー
- 1990年 - セルビア、ベオグラード、Leonardo ギャラリー
- 1992年 - セルビア、ベオグラード、Rose ギャラリー
- 1994年
  - セルビア、パンチェヴォ、Picasso ギャラリー
  - セルビア、ベオグラード、City ギャラリー
- 1995年、 - セルビア、パンチェヴォ、Picasso ギャラリー
- 1996年
  - セルビア、ベオグラード、ユーゴスラビア国立美術館
  - セルビア、ベオグラード、現代美術博物館
  - セルビア、ベオグラード、Paviljon Cvijeta Zuzorić ギャラリー
- 2000年 - セルビア、ベオグラード、ユーゴスラビア国立美術館

## 参照
私は翻訳を知らない
- Slobodan Ikonić, Masoni sa asfalta, NIN, November 2006
- Mile Subotić, Lepota Realizma, magazine Rastko, number 4, Belgrade 1998, 32-33.Dejan Đorić, Stručnjaci za đubre, magazine Duga number 1614, Belgrade 1995, 69.Đorđe Kadijević, Nema ‘’slučaja Tapi’’, magazine NIN, Belgrade 1995, 38.S. Trifunović, Smeće po meri kritike, magazine Politika Ekspres, Belgrade 1995, 14.
- http://www.politika.rs/ilustro/2285/2.htm
- Dejan Đorić, Dragan Malešević Tapi, text in catalogue published for exhibition organized in Gallery Leonardo, Belgrade.
- Mića Milošević, Flamanac i Mađioničar, text in catalogue published for exhibition organized in Gallery Leonardo in 1992, Mića Milošević, Flemish Magican, text in catalogue published for exhibition in ICC Art Gallery, Cyprus 1993.
- Đorđe Kadijević, Čudan slikar, text in catalogue published for exhibition organized in Gallery Renata, Sombor 1995.
- Ljupčo Malenkov, Pejzaži, text in catalogue published for exhibition organized in Cultural and Informative Center of Skopje 1999.
- Dragana Nikoletić, Dotukao nas je naš karakter, magazine Reporter number 188. Belgrade 2001, 45-47.Momo Kapor, Tapijev magični realizam, magazine Duga number 369, Belgrade 1988, 50-51.
- Cecilija Rabrenović, Lagana igra jednog džentlmena, magazine Gentleman number 6, Belgrade 1997, 37-39.Masoni nisu bauk, magazine Svedok, Belgrade 1998, 10-11.
- Kako da postanete mason, magazine Večiti Fenomeni number 2, Belgrade 1998, 11-41.